# 藤城アンナ
藤城 アンナ（ふじしろ アンナ、6月22日 - ）は、日本の女性モデル、歌手、アイドルである。男女混成5人組バンド・wachowskiのヴォーカル・キーボード担当、ジャンレスユニットODOKe KAIWAI、柳沢あやの・ようなぴとのトリオ・へっぽこーずのメンバー。女性アイドルグループ・BELLRING少女ハート、ICE CREAM SUICIDE、CY8ERの元メンバー。神奈川県出身。

## 略歴
服飾系の大学に通っていたが、就職活動を通じて自分のやりたいことを仕事にすることは難しいと感じ、BiSが好きだったことから、その後継グループとなるBiSHのオーディションを受けるが落選。直後にBELLRING少女ハートのオーディションを受け合格、2015年3月24日加入。しかし、同年11月15日に脱退。
2016年にはICE CREAM SUICIDE結成に参加。9月7日、池袋・ニコニコ本社でお披露目、9月28日にはミニアルバム『I.S.C.R.E.A.M』をリリース。しかし、2017年3月3日、弁護士を通じて所属事務所と契約解除、グループ脱退したことを発表。なお、脱退直前の2月24日、「ギュウ農フェス プレミアムフライデー」（clubasia）にてThere There Theresとのコラボで「asthma」を歌唱している。
2017年4月24日、CY8ERに加入。また、同年10月6日には柳沢あやのとへっぽこーずを結成。
2020年には、@JAMとミス・スプラナショナルジャパンによる「IDOL MISSION 2020」に参加、実行委員会特別賞を受賞。ミス・スプラナショナル2020日本大会では千葉県代表として出場し3位受賞。
2021年1月10日、CY8ERが日本武道館でのワンマンライブ「CY8ERなりの横浜アリーナ」で解散。同年1月29日、wachowskiを結成。
2022年7月、元CY8ERのましろ（SHACHI）、yAmmyとジャンルレスユニット「MASHIYAMIAAAN」を結成。2023年1月、「ODOKe KAIWAI」に改名。
2022年11月3日、自身のインスタグラムにてNeko HackerのSeraと結婚したことを報告した。
2023年7月、第1子女児の誕生を報告。

## 人物・エピソード
父親がポーランド出身。ミス・スプラナショナルに応募したのも、その年の世界大会がポーランドで開催される予定であったことから。
CY8ER加入前の2つのアイドルグループについて、BELLRING少女ハートは「ディレクター（田中紘治）が変わった方だったのでディレクターとの戦いだった」「ああしろこうしろっていうキャラ指定が多くて（グループを）やめた原因になった」一方、「大変だったけど学びも多くて、根性とか色んなものを培った」「ディレクターとファンのおかげで少しずつポジティブになっていった」と語っている。ICE CREAM SUICIDEについては「いわゆる闇事務所みたいなところで、結構しんどい期間を過ごして」いたが、心配してくれた苺りなはむや柳沢あやのから脱退後、CY8ERやへっぽこーずのオファーがあった。

## 出演

### 公演
- 「huez × Rikako "あんふぁん・てりぶる"」（2022年1月25・26日、代官山UNIT）[20]

### ミュージックビデオ
- 花泥棒「baby blue ~ back to the future」[21]
- teto「暖かい都会から」[22]
- クジラ夜の街「王女誘拐」[23]